# Gongola

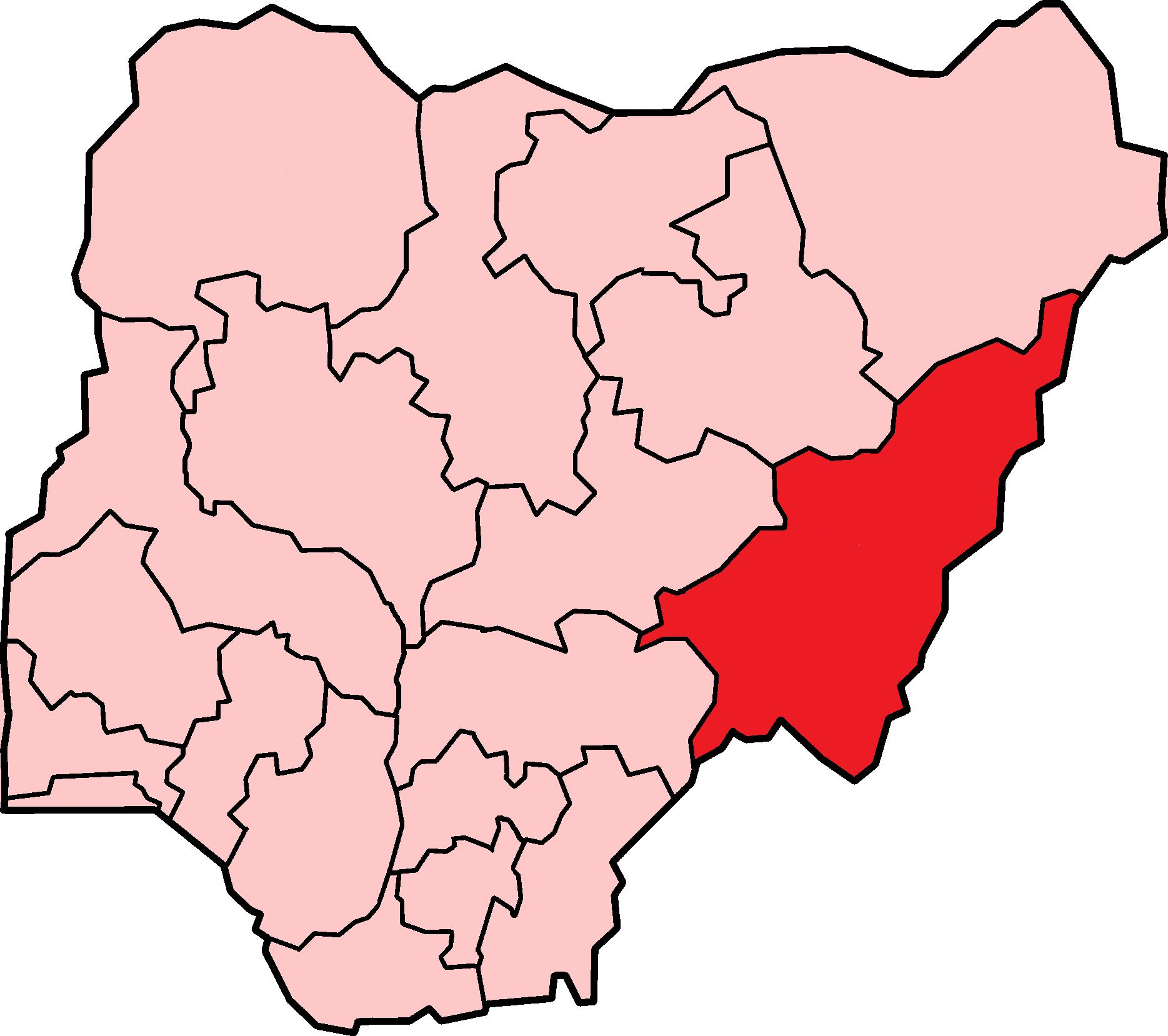
Estensione dello stato di Gongola

Lo Stato di Gongola (Gongola State) è un'ex divisione amministrativa della Nigeria. Fu creato il 3 febbraio 1976 dalle province di Adamawa e Sardauna dello Stato settentrionale, insieme alla divisione di Wukari dell'allora Stato di Benue-Plateau. La sua capitale era Yola.
Esistette fino al 27 agosto 1991, quando fu diviso negli stati di Adamawa e Taraba.